# Adventures of Power
Adventures of Power é um filme de longa-metragem norte-americano dirigido por Ari Gold e lançado em 2008.